# Sant Pere d'Alós
Sant Pere d'Alós era una capella del poble d'Alós, actualment en el terme municipal d'Alt Àneu, a la comarca del Pallars Sobirà.
Situada dins del nucli de població, en queden tan sols algunes restes, confoses en la construcció d'una casa del poble.
Està documentada des del 1090, és, juntament amb la de Sant Lliser, una de les dues església d'Alós Jussà que van apareixent en els documents medievals i d'època moderna, almenys fins al 1105. Després no torna a ser esmentada en cap document.